# Derf Scratch
Derf Scratch, pseudônimo de Frederick Milner III (30 de outubro de 1951 — 28 de julho de 2010) foi um baixista estadunidense, mais conhecido como membro da banda de punk rock Fear.